# 前751年
| 千纪： | 前1千纪 |
| 世纪： | 前9世纪 \| 前8世纪 \| 前7世纪 |
| 年代： | 前780年代 \| 前770年代 \| 前760年代 \| 前750年代 \| 前740年代 \| 前730年代 \| 前720年代 |
| 年份： | 前756年 \| 前755年 \| 前754年 \| 前753年 \| 前752年 \| 前751年 \| 前750年 \| 前749年 \| 前748年 \| 前747年 \| 前746年                                                                                      |
| 纪年： | 庚寅年（虎年）；周平王二十年；周攜王二十年；魯惠公十八年；齊莊公四十四年；晉文侯三十年；秦文公十五年；楚霄敖七年；宋武公十五年；衛莊公七年；陳文公四年；蔡戴侯九年；曹桓公六年；鄭武公二十年；燕鄭侯十四年 |

## 逝世
- 杞謀娶公，杞國國君。[1]